# Alfred Horeschowsky
Alfred Horeschowsky, detto "Horesch" (Vienna, 5 maggio 1895 – Vienna, 25 dicembre 1987), è stato un alpinista e imprenditore austriaco, fu uno dei migliori  alpinisti viennesi e di maggior successo dei ruggenti anni '20 del 1900. Realizzò numerose prime salite, soprattutto nelle zone del Gesäuse e dell'Hochschwab e nelle Ande boliviane.

## Biografia
Sebbene Horeschowsky fosse un alpinista tuttofare, dedicò la maggior parte del suo tempo all'arrampicata su roccia. La sua zona di arrampicata preferita erano le Alpi dell'Ennstal, dove realizzò diverse prime salite. Tra le più importanti ricordiamo la parete nord-ovest dell'Ödsteinkarturm, la parete sud-est del Großer Buchstein e la frequentatissima cresta meridionale dell'Admonter Kaibling (1922). Riuscì anche a ripetere i tour più difficili dell'epoca nelle Alpi occidentali. I suoi compagni di montagna furono Hans Pfann e la signora Eleonore Noll-Hasenclever. Nel 1928, insieme a Hans Pfann, scalò per la prima volta l'Illampu, alto 6.352 m, e il Chearoco, alto 6.150 m, nelle Ande boliviane.
La sua specialità era scalare salite difficili in solitaria (ad esempio la parete nord della Kleine Zinne) o in discesa (ad esempio la parete nord dell'Hochtor Pfannlweg). Nel 1923 compì la prima solitaria della Pallavicinirinne sul Großglockner (fu la terza salita in assoluto), scavando nel ghiaccio circa 2.500 gradini. Sempre nel 1923 (12 agosto) lui e il suo compagno Franz Piekielko fecero il primo tentativo di scalare la parete nord del Cervino. Erano appena sotto i 4.000 m quando la caduta di sassi e ghiaccio dal canale li costrinse a passare sulla cresta dell'Hörnli. Horeschowsky è stato l'alpinista di punta della Società alpina Reichensteiner” e anche membro del prestigioso Österreichischer Alpenklub (ÖAK).
Alfred Horeschowsky mostrò le sue grandi doti anche sul ghiaccio. La via d'arrampicata più popolare nel Gruppo Gesäuse, la cresta sud del Kalbling, è stata scalata per la prima volta da "Horesch" il 2 luglio 1922 insieme ad A. Piekielko. Altre sue prime salite famose sono la parete nord-est dell'Ödsteinkarturm (1922), la parete sud-est del Buchsteinmauer (1921) e lo spigolo nord-ovest dell'Ödstein il 31 agosto 1928 con R. Kalista. Horeschowsky è riuscito nella prima discesa (salita in solitaria) attraverso la parete nord dell'Hochtor sul "Pfannlweg". Già nel 1923 i due viennesi Alfred Horeschowsky e Franz Piekielko passarono dalla cresta più bassa dell'Hörnli su un terreno difficile fino all'odierno campo d'ingresso e salirono fino all'incrocio inclinato a forma di rampa che permette la salita alla parete sommitale. Da lì la caduta di massi li costrinse alla ritirata. Dopo una breve discesa salirono a sinistra verso l'Hörnligrat. Dopo una notte al rifugio Solvay hanno raggiunto la vetta e sono scesi nuovamente attraverso lo Zmuttgrat. Horeschowsky compì anche la prima salita dell'Illampu, 6.368 m nelle Ande boliviane, nel 1927. Alfred Horeschowsky è stato membro, cofondatore e presidente della Nature Friends Alpinists Guild. Il suo compagno di arrampicata era Franz Piekielko (Vienna), R. Kalista.

## Scalate
- 1911  Salita al Planspitze-Est-cresta nord-est, 2.117 m, (Alpi dell'Ennstal)
- 1913 Salita al Großer Ödstein-Nordwestkante "variante Nordwandkamin", 2.335 m, (Gesäuse)
- 1913 Salita alla Punta di Frida-Südostwand, IV, 2.792 m, (Dolomiti di Sesto)
- 1914 Prima salita in solitaria. Piccolo Pinnacolo parete nord diretta "Fehrmannkamin", 2.877 m, (Dolomiti di Sesto)
- 1917 Prima salita in solitaria. Hochzinödl parete nordovest "Variante Horeschowsky", V, 2.191 m, (Alpi dell'Ennstal, Gesäuse)
- 1919 Salita al Großer Ödstein-Spiglio Nordovest "Variazione Punto Chiave - Horeschowsky Reich", 2.335 m, (Alpi dell'Ennstal, Gesäuse)
- 1920 Salita al Planspitze parete nord "Pichlweg", 2.117 m, (Alpi dell'Ennstal, Gesäuse)
- 1921 Salita all'Ödsteinkante, Horeschowsky-Quergang, 2.335 m, (Alpi dell'Ennstal, Gesäuse)
- 1921 Salita al Buchsteinmauer-parete sud-est, 2.123 m, (Alpi dell'Ennstal, Gesäuse)
- 1921 Salita al Hochtor-parete nord "Jahn-Zimmer Weg ", III+, 950 HM, ascendente u. Hochtor-Nordwestwand "Pfannl-Maischberger-Weg", III-IV, in discesa, 900 HM, 2.369 m, (Alpi dell'Ennstal, Gesäuse)
- 1921 Prima traversata del Zinalrothorn, 4.221 m, (Alpi del Vallese)
- 1921 Salita al Dent Blanche- est -cresta nord-est "Viereselgrat", III+, 4.357 m, (Alpi del Vallese)
- 1922 Salita al Monte Rosa-Nordend-Ostwand, 4.612 m (Alpi del Vallese). Horeschowsky utilizzò la sua esperienza di alpinista e sciatore nella progettazione e produzione di ganasce e attacchi da sci, ramponi e della piccozza Horeschowsky, chefu commercializzata e utilizzata in tutto il mondo. Zaini, borse per ramponi ecc. completano il suo programma di produzione.